# Niels Thomsen
Niels Søren Thomsen (* 18. August 1981 in Ilulissat) ist ein grönländischer Politiker (Demokraatit) und Manager.

## Leben

### Frühe Jahre
Niels Thomsen ist der Sohn von Lars und Vivi Thomsen.
Er besuchte das Mittelgrönländische Gymnasium GUX, das er 2004 abschloss, wobei er für seine guten Leistungen einen Preis des NunaFonden erhielt. Anschließend studierte er bis 2009 Gesellschaftswissenschaften an der Universität von Grönland, wobei er das Studium unter der Regelstudienzeit abschloss und für seine erneut sehr guten Leistungen von der Grönländischen Arbeitgebervereinigung geehrt wurde.
Mit seiner Frau Pilunnguaq hat er drei Söhne. Er spricht Grönländisch, Dänisch und Englisch.

### Politikkarriere
Er nahm an der Parlamentswahl 2009 teil und wurde mit den zweitmeisten Stimmen der Demokraatit und den siebtmeisten insgesamt ins Inatsisartut gewählt. Er kandidierte bei der Folketingswahl 2011 und erhielt die drittmeisten Stimmen, sodass jedoch die beiden Mandate an Sara Olsvig und Doris Jakobsen gingen. Im selben Jahr zerstritt er sich mit seiner Partei wegen einer Angelegenheit mit der Errichtung von Kunstrasenplätzen in Grönland. Ende November gab Niels Thomsen seinen Rückzug aus der Politik bekannt, um eine Stelle als Direktor von Halibut Greenland anzutreten. Seine Nachfolge im Parlament trat Jørgen-Ole Nyboe Nielsen an. Zusätzlich verließ Niels Thomsen auch die Partei, bei der er bisher Politischer Sprecher war. 2013 wurde er neben seiner Stelle als Direktor bei Halibut Greenland zum Aufsichtsratsvorsitzenden bei KNI ernannt. Außerdem war er Aufsichtsratsvorsitzender bei North Atlantic Seafood. 2020 trat er bei Halibut Greenland zurück.
Er gab das Amt bei KNI 2018 auf, um sich zur Parlamentswahl in Grönland 2018 aufstellen zu lassen. Er erhielt bei der Wahl die zweitmeisten Stimmen aller Kandidaten und damit beispielsweise etwa sechshundert mehr als Regierungschef Kim Kielsen. Im Juni wurde er zum Parteivorsitzenden der Demokraatit ernannt, als der er Randi Vestergaard Evaldsen nachfolgte. Im März 2019 ließ er sich auf unbestimmte Zeit krankschreiben. Schließlich trat er am 26. November 2019 mit sofortiger Wirkung zurück und zog sich ein weiteres Mal aus der Politik zurück. Nach seinem stressbedingten Urlaub begründete er dies mit den starken persönlichen Anfeindungen, mit denen er sich als Politiker nicht weiter konfrontiert sehen wollte.